# ウォベス
ウォベス（Łobez、[ˈwɔbɛs] ( 音声ファイル)、ドイツ語: Labes）は、ポーランド西ポモージェ県の町である。ウォベス郡の郡都であり、2019年現在の人口は10,066人である。
ウォベスの中央部にはレガ川が流れている。

## 名称
「Łobez」という名称は古ポーランド語のłobuzie（「茂み」の意味）から来ている。

## 歴史
ウォベスは1271年に初めて文書で言及された。この文書ではボルコ（Borko）という名の騎士がウォベスの所有者であったと記されている。1295年、ウォベスは都市としての権利を受け取った。1945年以前は、この地域はドイツの一部（ポンメルン州）であった。第二次世界大戦後、この地域はソビエト連邦によって要求された領土の変更の下でポツダム協定によってポーランドの統治下に置かれた。ほとんどのドイツ人は逃亡または追放され、ソビエト連邦によって併合されたポーランドの領土から追い出されたポーランド人によって置き換わられた。

## 人口統計

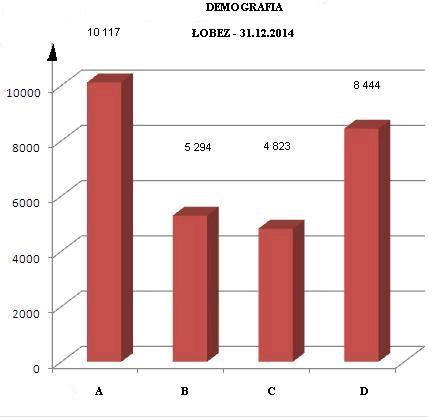
ウォベスの人口統計: A - 町の住民, B - 女性, C - 男性, D - 大人. 2014年3月21日。

- 

## 町長

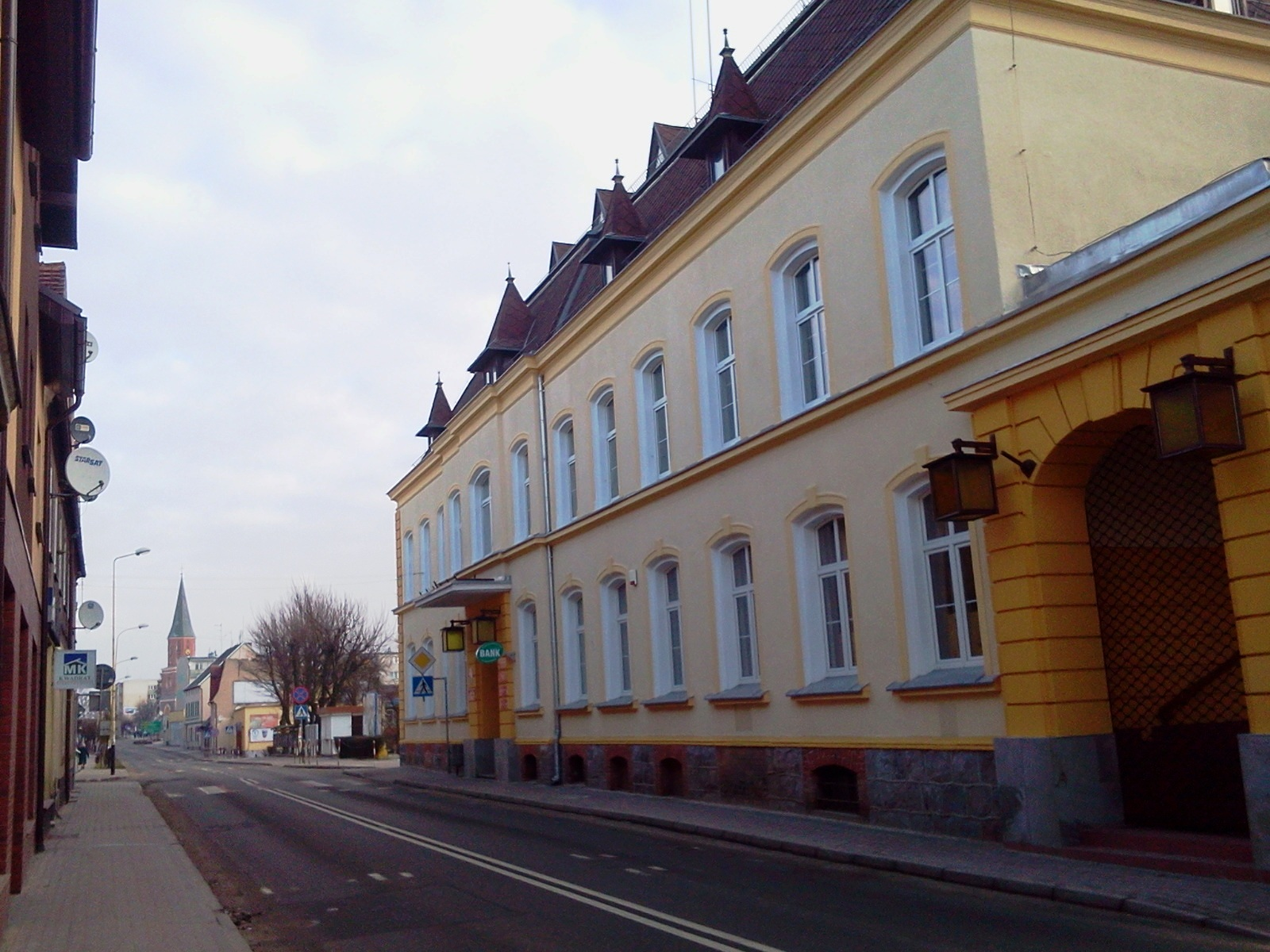
庁舎

| 1632 – Carsten Beleke           |  | 1809 – Johann Georg Falck                                            |
| 1670 – Bernd Bublich            |  | 1823–1840 – Johann Friedrich Rosenow                                 |
| 1700 – Paul Belecke             |  | 1842–1844 – Adolf Ludwig Ritter (privremeno)                         |
| 1702 – Theele                   |  | 1844–1845 – Albert Wilhelm Rizky                                     |
| 1723 – F. C. Hackebeck          |  | 1846–1852 – Heinich Ludwig Gotthilf Hasenjäger                       |
| 1734 – F. W. Weinholz           |  | prije 1859. Hasenjaeger                                              |
| 1736 – Schulze                  |  | 1852–1864 – Carl Albert Alexander Schüz                              |
| 1732 – Hackenberken             |  | 1921 – Willi Kieckbusch                                              |
| 1745 – M. C. Frize              |  | 1945 – Hackelberg, Teofil Fiutowski, Stefan Nowak, Feliks Mielczarek |
| 1746 – Johann Friedrich Thym    |  | 1946 – Władysław Śmiełowski                                          |
| 1752 – Johann Gottsried Severin |  | 1948 – Tadeusz Klimski                                               |
| 1753? – J. F. von Flige         |  | 1949 – Ignacy Łepkowski                                              |
| 1757 – Johann Friedrich Thym    |  | 1972-1990 Zbigniew Con                                               |
| 1757 – Heller                   |  | 1990–94 Marek Romejko                                                |
| 1767 – Gottlieb Timm            |  | 1994–1998 Jan Szafran                                                |
| 1775 – Johann Gottfried Severin |  | 1998–2002 Halina Szymańska                                           |
| 1790 – Jahncke                  |  | 2002–2006 Marek Romejko                                              |
| 1805 – Heinrich (?) Falck       |  | 2006–2014 Ryszard Sola                                               |
| 1806 – Zuther (drugi dan 1712)  |  | 2014 Piotr Ćwikła                                                    |
| 1806 – Nemitz                   |  |                                                                      |

### 著名な住民
- Franz Andreas von Borcke (1693–1766)、プロイセンの将軍
- Ferdinand Nemitz (1805–1886)、ドイツの法律家・政治家
- Felix Genzmer (1856–1929)、ドイツの建築家
- オットー・プッフシュタイン（英語版） (1856–1911)、ドイツの考古学者
- Walter Goehtz (1878–1946)、ドイツの政治家

## 国際関係

### 姉妹都市
ウォベスは以下の都市と姉妹都市の関係を結んでいる。
- アフィング（ドイツバイエルン州）1997年-
- グチャ（セルビア）2010年-
- ケダイネイ（リトアニア）2002年-
- パイクセ（エストニア）2003年-
- スヴァルヴ（英語版）（スウェーデン）2000年-
- ヴィーク（英語版）（ドイツ）2008年-
- イストラ（ロシア） 2011年-